# Багге, Ева
Ева Багге (швед. Eva Bagge; 1871—1964) — шведская художница.

## Биография
Родилась 15 декабря 1871 года в Стокгольме в семье Пера Олофа Багге (Per Olof Bagge) и его жены Хенрики Оттилианы фон Фиандт (Henrica Ottiliana von Fieandt); двоюродная сестра художницы Элизабет Багге.
Обучалась живописи в Королевской академии свободных искусств в Стокгольме у Георга фон Розена и Густава Цедерстрёма в 1892—1895 годах. Также некоторое время училась в Ассоциации художников (Konstnärsförbundets skola). В 1896 году Ева совершила учебную поездку в Рим, а в 1897 году — в Париж и Бретань. Продолжила своё образование в Академии Коларосси и в 1898 году вернулась в Швецию.
Своего максимального успеха в качестве художницы Ева Багге достигла в позднем возрасте, когда была представлена на стокгольмской выставке в Gösta Stenmans Galleri в 1941 году.
Работы художницы представлены в Национальном музее Швеции и в Музее современного искусства в Стокгольме, в Гётеборгском художественном музее, Норрчёпингском художественном музее, а также музеях Мальмё, Эскильстуны, Ямтли и других.
Умерла в 1964 году в Стокгольме и была похоронена на Северном кладбище (Норра бегравнингсплатсен) города.